# Groupe de Held
En mathématiques, le groupe de Held, He, est l'unique groupe sporadique d'ordre 210 · 33 · 52 · 73 · 17 = 4 030 387 200. Il peut être défini en termes de générateurs a et b et de relations :
{\displaystyle a^{2}=b^{7}=(ab)^{17}=[a,\,b]^{6}=[a,\,b^{3}]^{5}=[a,\,babab^{-1}abab]=\,}
{\displaystyle (ab)^{4}ab^{2}ab^{-3}ababab^{-1}ab^{3}ab^{-2}ab^{2}=1.\,}
Il a été nommé ainsi en l'honneur du mathématicien allemand Dieter Held (de) (né en 1936).
Il a été découvert par Held à la fin de 1968, lors d'une recherche des groupes simples contenant un élément d'ordre 2 dont le centralisateur est isomorphe au centralisateur d'un élément d'ordre 2 du groupe de Mathieu M24,. Une seconde possibilité est le groupe projectif spécial linéaire L5(2). Le groupe de Held est la troisième possibilité. Sa construction a été achevée par John McKay et Graham Higman.
Le groupe de Held a un multiplicateur de Schur d'ordre 1 et un groupe d'automorphismes extérieurs d'ordre 2.
Il agit sur une algèbre vertex sur le corps fini à 7 éléments.